# Dušan Milošević
Dušan Milošević (Душан Милошевић) (Stragari, 1º giugno 1894 – Belgrado, 19 maggio 1967) è stato un calciatore, nuotatore e velocista serbo.

## Biografia
Dusan Milosevic e Tomasevic Dragutin è stato il primo atleti olimpici serbo ai Giochi olimpici 1912 tenutosi a Stoccolma.
Milosevic era un atleta versatile che ha gareggiato in atletica leggera, nuoto e calcio, ed era un dei fondatori del BSK di Belgrado.
Il 20 maggio 1912, ha vinto la qualificazione gara di 100 metri a Belgrado con il tempo di 12.00 secondi che li hanno assicurato la partecipazione ai Giochi Olimpici dello stesso anno. Il 23 giugno alle Olimpiadi di Stoccolma, Milosevic è arrivato terzo nel suo girone di qualificazione con un tempo di 11,6 secondi, ma non assicurarsi un posto nel secondo turno, in quanto si qualificavano solo primi due del gruppo. Anche se non sarebbe stato in grado di passare al turno successivo perché aveva dolori allo stomaco.
Dusan Milosevic è stato trasferito in ospedale a Stoccolma, dove, dopo i test medici hanno riscontrato la presenza di arsenico, il che indica che è stato avvelenato. Milosevic ha trascorso diverse settimane in ospedale, dove è stato visitato dal presidente del comitato olimpico Pierre de Coubertin con sua figlia. La polizia svedesi ha avviato un'inchiesta su come l'atleta serbo sia stato avvelenato, ma non ha portato nessun risultato.
Al suo ritorno in Serbia, Milosevic ha lasciato l'atletica e si dedicò a giocare a calcio nel BSK di Belgrado come difensore. Durante la prima guerra mondiale, è stato arrestato e detenuto in un campo di prigionia a Mađarkoj (Ungheria) .
Dopo la guerra lavorò nella miniera di amianto a Stragari.
Dusan Milosevic è morto 19 maggio 1967. a Belgrado, dove è sepolto.